# Mark Diesen
Mark Carl Diesen (* 16. September 1957 in Buffalo; † 9. Dezember 2008 in Conroe) war ein US-amerikanischer Schachspieler.
Diesen gewann 1976 in Groningen die Jugendweltmeisterschaft. Für diesen Erfolg verlieh ihm die FIDE den Titel Internationaler Meister. In den nächsten Jahren gelangen Diesen bei internationalen Turnieren zwei Großmeisternormen, doch schaffte er nicht die dritte notwendige Norm, um den Titel verliehen zu bekommen. Er gewann die Staatsmeisterschaft von Louisiana 1986, 1987 und 1988. Seit Mitte der 1990er Jahre nahm er nur noch an Turnieren in Texas teil und war dort auch als Schachtrainer tätig. Seine letzte Elo-Zahl war 2409, im Januar 1979 erreichte er seine höchste Elo-Zahl von 2460. 
Diesen war Absolvent der University of Tennessee und von Beruf Chemieingenieur. Er war verheiratet und hatte drei Töchter.